# イネス・デモネット
イネス・デモネット（英語: Inez Michon Demonet, 1897年4月25日 - 1980年）は、アメリカの画家、医学イラストレーター。

## 生い立ち
1897年にワシントンD.C.でフランス人のジョージ・H・デモネットとベルギー人のエミリー・デモネットとの間に生まれた。コーコラン美術学校で特に優秀な成績を納めて表彰され、国立高度応用美術学校に入学し、顎顔面外科と形成外科のイラストを専門とした。

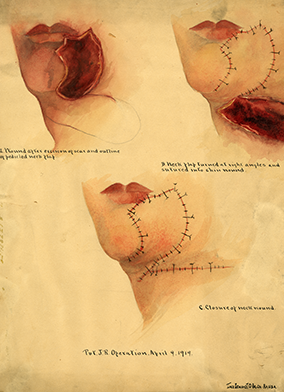
顔の再建手術のイラスト（1919年4月9日）

第一次世界大戦中、デモネットは戦争省のために顔の怪我や手術の水彩画を作成した。1915年4月21日、メリーランド州ボルチモアで海軍の手術助手であるセシル・S・オブライエンと結婚したが長くは続かなかった。

## 職業
1926年、アメリカ国立衛生研究所に唯一の画家として入り、1938年、新設された医学美術部門の責任者に就任した。『国立マラリア協会誌』は注釈でデモネットの作品を「マラリアを極めて正確に描いている」とし、『顕微鏡診断マニュアル』で染色されたマラリアを描いた際には「真の傑作」と評された。『ホタル発光器の解剖学・生理学研究』など医学以外の科学雑誌の挿絵も描いた。1960年から1965年まで、純粋・応用芸術の相談役としてワシントンD.C.で勤務した。1965年にNHIを退職し、1971年にアリゾナ州グリーンバレーへ移住した。
デモネットは医学イラストレーター協会（AMI）の創立会員であり、AMIは医学美術の分野で最も優秀な成績を収めた学生を対象としたイネス・デモネット奨学金を設けている。

## 作品
医学以外の分野においても活躍し、ワシントン水彩画クラブ、ワシントン版画家協会、アメリカ熱帯医学衛生協会の会員であった。
手彩色のエッチング版画『上海の貧しい車夫』は、スミソニアン・アメリカ美術館に所蔵され、ジョージタウン大学もエッチング版画を２点所蔵している。また、ルーズベルト元大統領もデモネットのエッチング版画を購入した。